# Porsche Museum
Muzeum Porsche, německy Porsche Museum, je automobilové muzeum mapující dějiny firmy Porsche. Nachází se ve čtvrti Zuffenhausen v německém městě Stuttgart ve spolkové zemi Bádensko-Württembersko, poblíž sídla firmy. Bylo otevřeno v roce 1976. Vzniklo jako malé muzeum s kolekcí asi 20 vozů, ale v roce 2009 byla postavena nová moderní budova (architekti Delugan Meissl Associated Architects a HG Merz) a muzeum bylo rozšířeno. V současnosti vystavuje 80 vozů na ploše 5600 metrů čtverečních. Exponáty se pravidelně mění, neboť základní sbírkový fond obsahuje 300 vozů.